# Municipio de Eureka (condado de Kingman)
El municipio de Eureka (en inglés: Eureka Township) es un municipio ubicado en el condado de Kingman en el estado estadounidense de Kansas. En el año 2010 tenía una población de 98 habitantes y una densidad poblacional de 1,05 personas por km².

## Geografía
El municipio de Eureka se encuentra ubicado en las coordenadas 37°40′52″N 98°17′53″O / 37.68111, -98.29806. Según la Oficina del Censo de los Estados Unidos, el municipio tiene una superficie total de 93.55 km², de la cual 92,92 km² corresponden a tierra firme y (0,67 %) 0,63 km² es agua.

## Demografía
Según el censo de 2010, había 98 personas residiendo en el municipio de Eureka. La densidad de población era de 1,05 hab./km². De los 98 habitantes, el municipio de Eureka estaba compuesto por el 97,96 % blancos, el 1,02 % eran asiáticos y el 1,02 % eran de una mezcla de razas. Del total de la población el 0 % eran hispanos o latinos de cualquier raza.